# Влостово (Великопольське воєводство)
Влостово (пол. Włostowo, нім. Gießendorf) — село в Польщі, у гміні Сьрода-Велькопольська Сьредського повіту Великопольського воєводства.
Населення — 42 особи (2011).
У 1975-1998 роках село належало до Познанського воєводства.

## Демографія
Демографічна структура станом на 31 березня 2011 року:
|          | Загалом | Допрацездатний вік | Працездатний вік | Постпрацездатний вік |
| -------- | ------- | ------------------ | ---------------- | -------------------- |
| Чоловіки | 26      | 6                  | 19               | 1                    |
| Жінки    | 16      | 2                  | 10               | 4                    |
| Разом    | 42      | 8                  | 29               | 5                    |